# Aspall
Aspall is een civil parish in het bestuurlijke gebied Mid Suffolk, in het Engelse graafschap Suffolk.